# Дёрцбах
Дёрцбах (нем. Dörzbach) — община в Германии, в земле Баден-Вюртемберг.
Подчиняется административному округу Штутгарт. Входит в состав района Хоэнлоэ. Подчиняется управлению «Краутайм». Население составляет 2424 человека (на 31 декабря 2010 года). Занимает площадь 32,36 км².

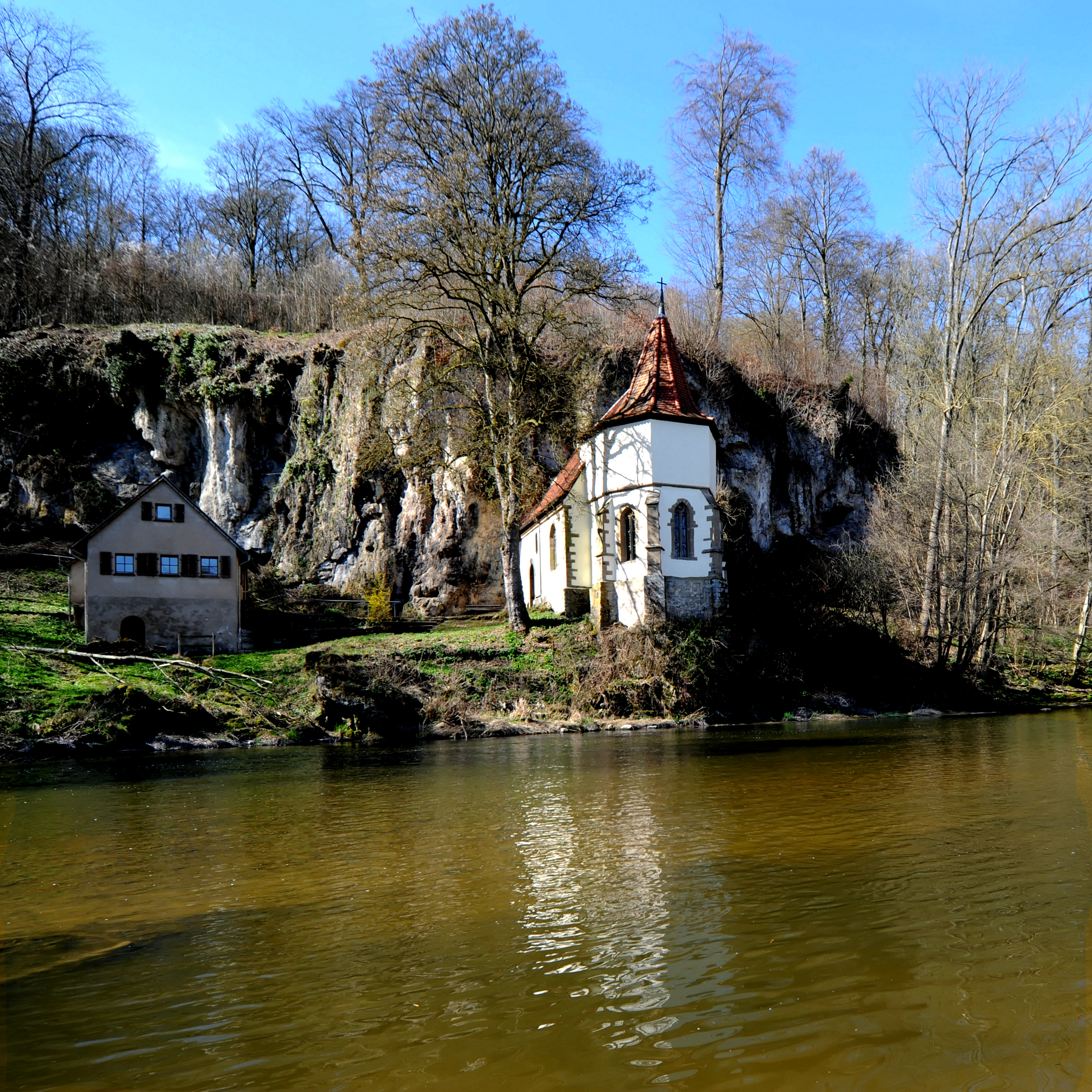
Часовня святого Венделя цум Штайна.

Коммуна подразделяется на 4 сельских округа.

## Мемориал
С 1986 года в районе Хохебах установлена памятная доска на здании бывшей синагоги, церкви еврейских граждан, которая была разрушена во время ноябрьского погрома 1938 года штурмовиками Штурмабтайлунг (СА). На еврейском кладбище есть памятный камень последним восьми еврейским жителям, которые были депортированы в 1940-х годах и убиты.

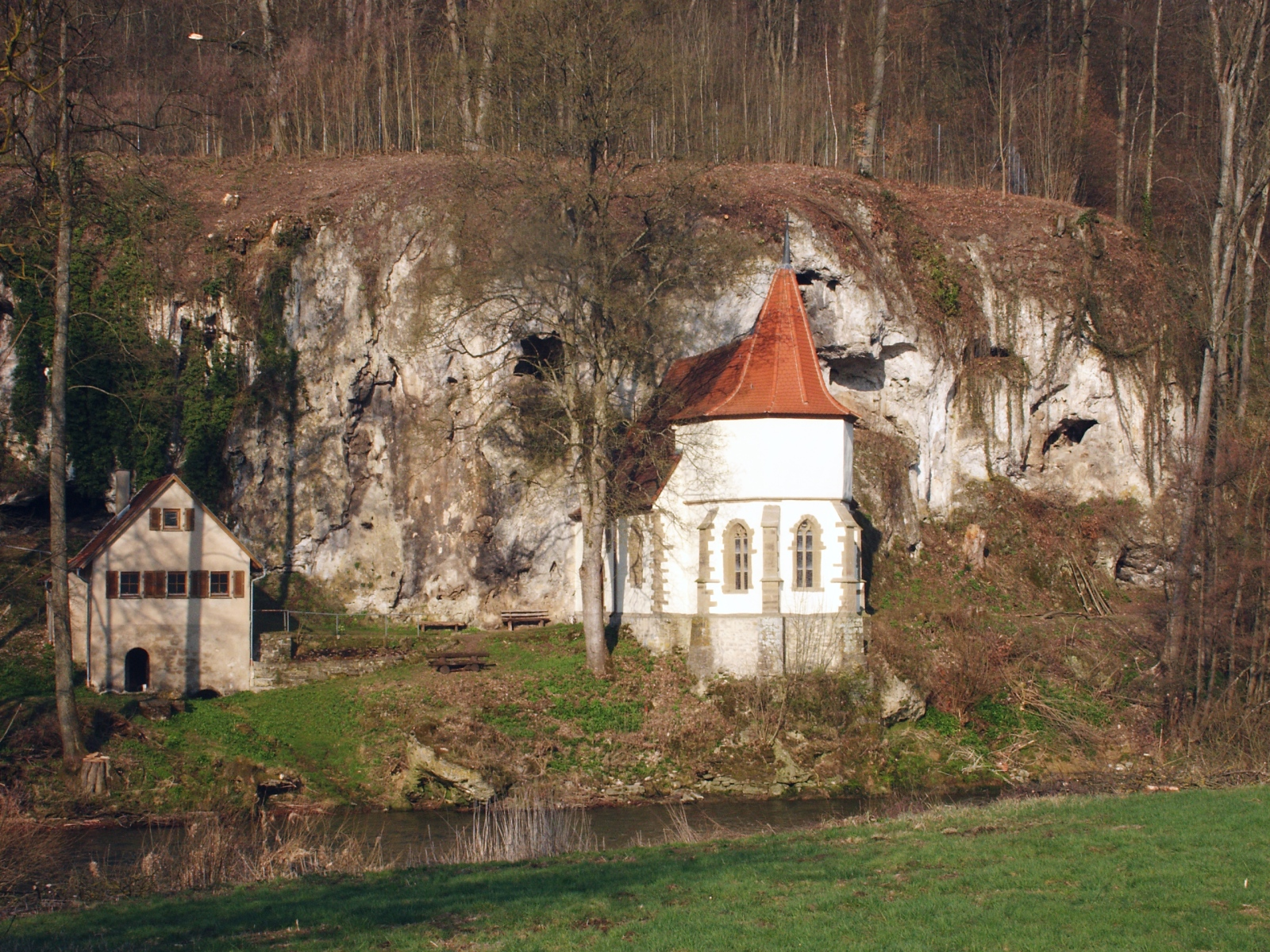
Дёрцбах